# Hamza Yalcin
Hamza Yalcin (Hamza Yalçın), född 1958, är en socialistisk aktivist och författare. Han är medlem i Sveriges Författarförbund men skriver främst på turkiska.

## Uppväxt år och politiska aktiviteter
Yalcin föddes 1958 och växte upp i Turkiet. Under sina studier vid militärakademin blev han engagerad i politisk aktivism. År 1979, som officer, arresterades han för sina politiska aktiviteter men lyckades fly från fängelset efter åtta månader. Under militärregimen i Turkiet levde han under jorden tills han flydde till Europa 1984. Han beviljades politisk asyl i Sverige 1987.

## Journalistik och fängslande
År 1990 återvände Yalcin i hemlighet till Turkiet, där han var med och grundade tidskriften Odak. Han arresterades samma år, utsattes för tortyr och fängslades. Efter frigivningen 1992 stannade han i Turkiet men utsattes för upprepade fängslanden mellan 1992 och 1998. Efter en livstidsdom lämnade han Turkiet permanent för Sverige.

## Liv i Sverige och senare arrestering
I Sverige studerade Yalcin pedagogik och socialpsykologi och tog initiativ till att starta Utbildnings- och Solidaritetsrörelse.  
I augusti 2017 arresterades han i Barcelona efter en internationell arresteringsorder från Turkiet på grund av sina texter i Odak och sitt arbete inom Utbildnings- och Solidaritetsrörelse. Detta uppmärksammades i flera svenska medier, bland annat Aftonbladet, SVT Nyheter, Expressen och Hallandsposten.    Även internationellt väckte det reaktioner.  
Hans försvar togs frivilligt upp av katalanska advokater, inklusive Baltasar Garzón.
Hans arrestering ledde till internationella reaktioner, särskilt i Sverige och Spanien, och han frigavs efter 56 dagar.

## NATO och utlämningskontrovers
Yalcin var en av de personer vars utlämning nämndes som ett villkor för Turkiets godkännande av Sveriges NATO-medlemskap.
Han har offentligt kritiserat Sveriges NATO-anslutning i olika medier, inklusive Proletären, Hallandsposten och Syre.